# The Haunting in Connecticut 2: Ghosts of Georgia
The Haunting in Connecticut 2: Ghosts of Georgia è un film del 2013 diretto da Tom Elkins.
Si tratta del sequel di Il messaggero - The Haunting in Connecticut, film uscito nel 2009.

## Trama
Una coppia si trasferisce in Georgia con la figlia, che avverte la presenza di stranieri. I genitori cominciano ad indagare sulle origini del misterioso fenomeno.